# یاکسلی، کمبریج‌شر
یاکسلی (به انگلیسی: Yaxley) یک روستا و محله مدنی در بریتانیا است که در هانتینگدونشر واقع شده‌است. یاکسلی ۹٬۱۷۴ نفر جمعیت دارد.